# Jerry Bengtson
Jerry Ricardo Bengtson Bodden (Santa Rosa de Aguán, 8 de abril de 1987) é um futebolista hondurenho que atua como atacante.

## Carreira
Atuou pelo New England Revolution, e desde 2015 atua no futebol persa.

## Seleção
Wilmer Crisanto fez parte do elenco da Seleção Hondurenha de Futebol nas Olimpíadas de 2012.
Participa da Seleção de Honduras desde 2010.